# Emoia tuitarere
Emoia tuitarere — вид сцинкоподібних ящірок родини сцинкових (Scincidae). Ендемік Островів Кука

## Поширення і екологія
Emoia tuitarere є ендеміками острова Раротонга. Вони живуть у вологих рівнинних тропічних лісах, трапляються в садах та на плантаціях. Зустрічаються на висоті до 300 м над рівнем моря.

## Збереження
МСОП класифікує цей вид як вразливий. Emoia tuitarere загрожує знизення природного середовища та хижацтво з боку інтродукованих кішок і щурів.